# Liga Occidental de Béisbol Profesional
La Liga Occidental de Béisbol Profesional fue un circuito de béisbol que operó entre 1954 y 1963 en Maracaibo, la capital del estado de Zulia, en Venezuela. La liga jugó sus juegos en el viejo estadio olímpico "Alejandro Borges" de Maracaibo.
El LOBP comenzó a operar como una liga de cuatro equipos el 7 de diciembre de 1954, y fue administrado por empresarios locales bajo la dirección de George Trautman, un ejecutivo de béisbol estadounidense, que también ayudó a la liga para unirse al béisbol organizado para convertirse en un circuito de béisbol profesional.

## Historia

### Innovaciones
A lo largo de los años, la liga modificó el número de partidos en el calendario y adoptó los playoffs. Una importante innovación se produjo antes de la temporada 1953-1954, cuando la Liga Venezolana de Béisbol Profesional y el LOBP acordaron que los clubes con los mejores récords de cada circuito se reúnan en una Serie de Campeonato Nacional denominada El Rotatorio, organizada por la LVBP, que fue la primera y única en la historia de la liga.
Para entonces, las dos ligas no tenían equipos para jugar la temporada regular. En consecuencia, los equipos Cervecería Caracas y Navegantes del Magallanes representaron a la LVBP, mientras que los clubes Gavilanes de Maracaibo y Pastora Base Ball Club representaron al LOBP. Luego, el equipo de Pastora ganó el campeonato LVBP y avanzó a la Serie del Caribe de 1954.
Después de un acuerdo entre las dos ligas, los partidos de playoffs interleague se jugarían inmediatamente después de la temporada 1957-1958. Como resultado, el equipo ganador representaría a Venezuela en la Serie del Caribe de 1958. Los Rapiños de Occidente ganaron el banderín LOBP, mientras que los Industriales de Valencia hicieron lo mismo en el LVBP. Después de eso, los Industriales barrieron a los Rapiños, 4-0, en la serie de los mejores siete.
En la siguiente serie de playoffs, el equipo campeón de LVBP de Indios de Oriente derrotó a los Rapiños, 4-3, y avanzó a la Serie del Caribe de 1959. Luego, los Rapiños regresaron en 1959-1960 y ganaron el banderín. Esta vez, la temporada venezolana de la Liga Profesional de Béisbol fue suspendida debido a una huelga de jugadores, y el club Rapiños fue invitado a participar en la Serie del Caribe de 1960.

### Años finales
Durante sus 10 años de existencia, la liga zuliana enfrentó muchas crisis, grandes y pequeñas, en ese corto período. Por un tiempo a finales de los años 50, la falta de equilibrio competitivo parecía representar la mayor amenaza para la liga.
El principio del final vino cuando la temporada 1961-1962 fue cancelada. Después de eso, la liga reanudó las operaciones en 1962-1963, pero la asistencia media fue menos de la mitad de lo que era en años anteriores.
Debido a la presión económica, el LOBP se dobló el 3 de diciembre de 1963, apenas un mes después de comenzar la temporada 1963-1964.
Pastora fue el único club que participó en todas las temporadas de la liga, ganando dos banderas, mientras que el equipo más exitoso fue el Rapiños, que recogió un total de cinco títulos durante sus seis temporadas en el circuito.

## Integrantes
- Cardenales de Lara (1962-1963 – 1963-1964)
- Centauros de Maracaibo (1956-1957 – 1957-1958)
- Espadón BBC (1954-1955 – 1955-1956)
- Gavilanes de Maracaibo (1954-1955 – 1956-1957; 1958-1959 – 1959-1960)
- Maracaibo BBC (1960-1961)
- Lácteos de Pastora (1954-1955 – 1963-1964)
- Petroleros de Cabimas (1954-1955 – 1959-1960; 1962-1963)
- Rapiños de Occidente (1957-1958 – 1963-1964)

## Temporadas y estadísticas
Equipos ganadores en negrita

### 1954–1955
| Equipo    | W  | L  | PCT  | GB | Mánager         |
| --------- | -- | -- | ---- | -- | --------------- |
| Pastora   | 20 | 13 | .606 | –  | John Strezza    |
| Cabimas   | 19 | 14 | .576 | 1  | Clay Bryant     |
| Espadón   | 14 | 19 | .424 | 6  | Ralston Hunsley |
| Gavilanes | 13 | 20 | .394 | 7  | Fermín Guerra   |

Estadísticas de bateo y lanzamiento
| Bateador       | Equipo | Estatus             | Total |  | Pitcher        | Equipo | Estatus                      | Total |
| -------------- | ------ | ------------------- | ----- |  | -------------- | ------ | ---------------------------- | ----- |
| Jim Frey       | PAS    | Promedio de bateo   | .370  |  | Bud Podbielan  | PAS    | Ganador                      | 9     |
| John Malangone | ESP    | Home runs           | 7     |  | Barney Schultz | GAV    | Strikeouts                   | 62    |
| Eddie Moore    | CAB    | Carreras impulsadas | 27    |  | Kenneth Hommel | PAS    | Promedio de carreras ganadas | 0.90  |

### 1955–1956
| Equipo    | W  | L  | PCT  | GB | Mánager          |
| --------- | -- | -- | ---- | -- | ---------------- |
| Gavilanes | 33 | 21 | .611 | –  | Ernesto Aparicio |
| Cabimas   | 32 | 22 | .593 | 1  | Clay Bryant      |
| Pastora   | 28 | 26 | .519 | 5  | Joe Schultz      |
| Espadón   | 15 | 39 | .278 | 18 | Ralston Hunsley  |

Estadísticas de bateo y lanzamiento
| Bateador                | Equipo  | Estatus             | Tot  |  | Pitcher                      | Equipo  | Estatus                      | Tot  |
| ----------------------- | ------- | ------------------- | ---- |  | ---------------------------- | ------- | ---------------------------- | ---- |
| Joe Altobelli           | GAV     | Promedio de bateo   | .378 |  | Dave Hoskins Corky Valentine | GAV PAS | Ganador                      | 11   |
| Don Demeter Russell Rac | CAB PAS | Home runs           | 17   |  | Barney Schultz               | GAV     | Strikeouts                   | 62   |
| Russell Rac             | PAS     | Carreras impulsadas | 52   |  | Eusebio Pérez                | GAV     | Promedio de carreras ganadas | 2.09 |

### 1956–1957
Nota: Espadón no regresó y fue reemplazado por Centauros.
| Equipo    | W  | L  | PCT  | GB | Mánager        |
| --------- | -- | -- | ---- | -- | -------------- |
| Gavilanes | 31 | 26 | .544 | –  | Donald Griffin |
| Pastora   | 29 | 28 | .509 | 2  | Frank Baldwin  |
| Centauros | 28 | 29 | .491 | 3  | Bob Wellman    |
| Cabimas   | 26 | 31 | .456 | 5  | Bill Cronin    |

Estadísticas de bateo y lanzamiento
| Bateador         | Equipo | Estatus             | Tot  |  | Pitcher        | Equipo | Estatus                      | Tot  |
| ---------------- | ------ | ------------------- | ---- |  | -------------- | ------ | ---------------------------- | ---- |
| Guilford Dickens | GAV    | Promedio de bateo   | .344 |  | Dave Hoskins   | GAV    | Ganador                      | 14   |
| Bob Wellman      | CEN    | Home runs           | 13   |  | Barney Schultz | GAV    | Strikeouts                   | 62   |
| Bob Wellman      | CEN    | Carreras impulsadas | 45   |  | Dave Hoskins   | GAV    | Promedio de carreras ganadas | 1.68 |

### 1957–1958
Nota: Rapiños reemplazo a Gavilanes.
| Equipo    | W  | L  | PCT  | GB  | Mánager        |
| --------- | -- | -- | ---- | --- | -------------- |
| Rapiños   | 30 | 13 | .698 | –   | Ira Hutchinson |
| Pastora   | 21 | 21 | .500 | 9½  | Johnny Temple  |
| Cabimas   | 19 | 23 | .452 | 10½ | Bill Cronin    |
| Centauros | 14 | 29 | .326 | 16  | Bob Wellman    |

Estadísticas de bateo y lanzamiento
| Bateador       | Equipo | Estatus             | Tot  |  | Pitcher      | Equipo | Estatus                      | Tot  |
| -------------- | ------ | ------------------- | ---- |  | ------------ | ------ | ---------------------------- | ---- |
| Paul Smith     | PAS    | Promedio de bateo   | .368 |  | Robert Smith | PAS    | Ganador                      | 9    |
| Billy Queen    | CEN    | Home runs           | 15   |  | Tom Flanigan | RAP    | Strikeouts                   | 104  |
| Jim Greengrass | PAS    | Carreras impulsadas | 35   |  | Barry Latman | RAP    | Promedio de carreras ganadas | 1.40 |

### 1958–1959
Nota: Gavilanes regresó como sustituto de Centauros.
| Equipo    | W  | L  | PCT  | GB | Mánager        |
| --------- | -- | -- | ---- | -- | -------------- |
| Rapiños   | 28 | 25 | .528 | –  | Les Moss       |
| Pastora   | 27 | 26 | .509 | 1  | Duane Pillette |
| Gavilanes | 26 | 26 | .500 | 1½ | Red Kress      |
| Cabimas   | 21 | 30 | .412 | 6  | Pete Reiser    |

Estadísticas de bateo y lanzamiento
| Bateador    | Equipo | Estatus             | Tot   |  | Pitcher      | Equipo | Estatus                      | Tot  |
| ----------- | ------ | ------------------- | ----- |  | ------------ | ------ | ---------------------------- | ---- |
| Sammy Miley | PAS    | Promedio de bateo   | ..357 |  | Dave Hoskins | RAP    | Ganador                      | 12   |
| Billy Queen | GAV    | Home runs           | 11    |  | Larry Sherry | CAB    | Strikeouts                   | 138  |
| Billy Queen | GAV    | Carreras impulsadas | 40    |  | Dave Hoskins | RAP    | Promedio de carreras ganadas | 2.27 |

### 1959–1960
Equipos clasificados en negrita
| Temporada regular Posiciones | W  | L  | PCT  | GB | Mánager      |
| ---------------------------- | -- | -- | ---- | -- | ------------ |
| Rapiños                      | 18 | 13 | .581 | –  | Les Moss     |
| Gavilanes                    | 14 | 17 | .452 | 4  | Jim Fanning  |
| Pastora                      | 14 | 17 | .452 | 4  | Leslie Peden |
| Cabimas                      | 13 | 18 | .419 | 5  | Bill Harris  |

Post-temporada
| Primera ronda Mejor de doce series | W   | L   | PCT       | GB  |  | Segunda ronda Mejor de siete series | W   | L   | PCT       | GB  |
| ---------------------------------- | --- | --- | --------- | --- |  | ----------------------------------- | --- | --- | --------- | --- |
| Pastora Rapiños Gavilanes          | 7 4 | 5 8 | .583 .333 | – 3 |  | Rapiños Pastora                     | 4 2 | 2 4 | .667 .333 | – 2 |

Estadísticas de bateo y lanzamiento
| Bateador    | Equipo | Estatus             | Tot  |  | Pitcher       | Equipo | Estatus                      | Tot  |
| ----------- | ------ | ------------------- | ---- |  | ------------- | ------ | ---------------------------- | ---- |
| Al Grunwald | PAS    | Promedio de bateo   | .336 |  | Ted Bowsfield | RAP    | Ganador                      | 14   |
| Norman Cash | RAP    | Home runs           | 14   |  | Ed Hobaugh    | RAP    | Strikeouts                   | 135  |
| Norman Cash | RAP    | Carreras impulsadas | 38   |  | Bill Harris   | CAB    | Promedio de carreras ganadas | 2.27 |

### 1960–1961
Notas:
Cabimas y Gavilanes no regresaron.
El nuevo club de Maracaibo se dobló durante la media temporada.
| Equipo    | W  | L  | PCT  | GB  | Mánager       |
| --------- | -- | -- | ---- | --- | ------------- |
| Rapiños   | 30 | 25 | .545 | –   | Les Moss      |
| Pastora   | 26 | 30 | .464 | 4½  | Joe Schultz   |
| Maracaibo | 8  | 16 | .333 | n/a | Preston Gómez |

Estadísticas de bateo y lanzamiento
| Bateador       | Equipo | Estatus             | Tot  |  | Pitcher     | Equipo  | Estatus                      | Tot  |
| -------------- | ------ | ------------------- | ---- |  | ----------- | ------- | ---------------------------- | ---- |
| Camilo Carreón | PAS    | Promedio de bateo   | .303 |  | Don Rudolph | PAS     | Ganador                      | 12   |
| Harry Watts    | PAS    | Home runs           | 12   |  | Ed Rakow    | MCB RAP | Strikeouts                   | 185  |
| Harry Watts    | PAS    | Carreras impulsadas | 37   |  | Ed Rakow    | MCB RAP | Promedio de carreras ganadas | 1.29 |

### 1961–1962
- Temporada cancelada

### 1962–1963
Nota: Cardenales debutó mientras Cabimas regresaba.
Equipo clasificado en negrita
| Temporada regular Posiciones | W  | L  | PCT  | GB | Mánager                 |
| ---------------------------- | -- | -- | ---- | -- | ----------------------- |
| Rapiños                      | 21 | 12 | .636 | –  | Les Moss                |
| Cardenales                   | 16 | 15 | .516 | 4  | Earl Weaver Joe Schultz |
| Pastora                      | 15 | 18 | .484 | 6  | Frank Lucchesi          |
| Cabimas                      | 12 | 18 | .387 | 8  | Johnny Werhas           |

Postseason
| Mejor de 16 series | W  | L  | PCT  | GB |
| ------------------ | -- | -- | ---- | -- |
| Rapiños            | 12 | 4  | .750 | –  |
| Cardenales         | 9  | 7  | .563 | 3  |
| Pastora            | 2  | 14 | .125 | 10 |

Estadísticas de bateo y lanzamiento
| Bateador     | Equipo | Estatus             | Tot  |  | Pitcher       | Equipo | Estatus                      | Tot  |
| ------------ | ------ | ------------------- | ---- |  | ------------- | ------ | ---------------------------- | ---- |
| Deacon Jones | RAP    | Promedio de bateo   | .420 |  | Fritz Ackley  | RAP    | Ganador                      | 11   |
| Deacon Jones | RAP    | Home runs           | 15   |  | Bill Phillips | RAP    | Strikeouts                   | 152  |
| Deacon Jones | RAP    | Carreras impulsadas | 49   |  | Fritz Ackley  | RAP    | Promedio de carreras ganadas | 2.47 |

### 1963–1964
| Temporada acortada Posiciones | W  | L  | PCT  | GB  | Mánager           |
| ----------------------------- | -- | -- | ---- | --- | ----------------- |
| Cardenales                    | 14 | 3  | .824 | n/a | Rodolfo Fernández |
| Pastora                       | 8  | 9  | .471 | n/a | Jimmy Brown       |
| Cabimas                       | 7  | 10 | .411 | n/a | Dalmiro Finol     |
| Rapiños                       | 6  | 13 | .316 | n/a | Antonio Briñez    |

Estadísticas de bateo y lanzamiento
| Bateador                   | Equipo  | Estatus             | Tot  |  | Pitcher    | Equipo | Estatus                      | Tot  |
| -------------------------- | ------- | ------------------- | ---- |  | ---------- | ------ | ---------------------------- | ---- |
| Danny Morejón              | CAR     | Promedio de bateo   | .391 |  | Luis Tiant | CAR    | Ganador                      | 6    |
| Héctor Cárdenas Bob Taylor | CAR PAS | Home runs           | 3    |  | Luis Tiant | CAR    | Strikeouts                   | 81   |
| Danny Morejón              | CAR     | Carreras impulsadas | 18   |  | Luis Tiant | CAR    | Promedio de carreras ganadas | 0.67 |